# Poker en 1977
Cet article résume les événements liés au monde du poker en 1977.

## Tournois majeurs

### World Series of Poker 1977
Doyle Brunson remporte le Main Event, devenant le deuxième joueur à le remporter deux années de suite, après Johnny Moss.